# FKテクスティラツ・オジャツィ
フドバルスキ・クルブ・テクスティラツ・オジャツィ（セルビア語: Фудбалски клуб Текстилац Оџаци, セルビア・クロアチア語: Fudbalski klub Tekstilac Odžaci）は、セルビアのヴォイヴォディナ・オジャツィをホームタウンとするサッカークラブである。

## 歴史
1919年に創設された。
2022-23シーズンにセルビア・スルプスカ・リーガのヴォイヴォディナ地区で優勝しセルビア・プルヴァ・リーガへ初昇格すると、続く2023-24シーズンにプルヴァ・リーガで4位となり入れ替え戦でFKヤヴォル・イヴァニツァに勝利しセルビア・スーペルリーガへ初昇格した。

## 歴代所属選手
- ドゥシャン・ストイリコヴィッチ 2013